# Suzy Amis
Pour les articles homonymes, voir Amis (homonymie).
Susan Amis, dite Suzy Amis, également appelée Suzy Amis-Cameron, née le 5 janvier 1962 à Oklahoma City, est une mannequin et actrice américaine.
Elle est surtout connue pour son rôle de la petite-fille de Rose dans le film Titanic de James Cameron. Elle est mariée avec celui-ci depuis 2000.

## Biographie

### Jeunesse
Suzy Elizabeth Amis est née à Oklahoma City, dans l'Oklahoma. Elle a d'abord travaillé comme mannequin pour l'agence Ford avant de commencer à jouer dans les années 1980.

### Carrière
En 1985, elle a fait ses débuts au cinéma dans la comédie Une bringue d'enfer, face à Kevin Costner. Après Une bringue d'enfer, elle obtient des rôles dans Rocket Gibraltar (1988), Tout pour réussir (1990), et L'Amour en trop (1993).
Elle apparaît dans Blown Away (1994) et Usual Suspects (1995). Dans Titanic en 1997, elle joue Lizzy Calvert, la petite-fille de Rose DeWitt Bukater (jouée par Gloria Stuart).

### Vie privée
Suzy Amis a d'abord été mariée avec Sam Robards, avec lequel elle a eu un fils, Jasper.
Le 4 juin 2000, elle épouse le réalisateur James Cameron. Ils ont trois enfants ensemble : des faux jumeaux, Claire et Queen, nés le 4 avril 2001, et une fille, Elizabeth Rose, née le 29 décembre 2006.

## Filmographie
Sauf indication contraire, les informations mentionnées dans cette section peuvent être confirmées par la base de données cinématographiques IMDb,  présente dans la section « Liens externes ».

### Actrice

#### Cinéma
- 1985 : Une bringue d'enfer (Fandango) de Kevin Reynolds : Debbie
- 1987 : La Gagne (The Big Town) de Ben Bolt : Aggie Donaldson
- 1988 : Plain Clothes de Martha Coolidge : Robin Terrence
- 1988 : Rocket Gibraltar de Daniel Petrie : Aggie Rockwell
- 1989 : La Famille Cleveland (Twister) de Michael Almereyda : Maureen Cleveland
- 1990 : Tout pour réussir (Where the Heart Is) de John Boorman : Chloe McBain
- 1992 : L'Amour en trop (Rich in Love) de Bruce Beresford : Rae Odom
- 1993 : Watch It (en) de Tom Flynn : Anne
- 1993 : The Ballad of Little Jo de Maggie Greenwald : Jo Monaghan
- 1993 : Two Small Bodies (en) de Beth B : Eileen Mahoney
- 1994 : Blown Away de Stephen Hopkins : Kate Dove
- 1994 : Nadja de Michael Almereyda : Cassandra
- 1995 : Usual Suspects de Bryan Singer : Edie Finneran
- 1996 : Cadillac Ranch de Lisa Gottlieb : C. J. Crowley
- 1996 : One Good Turn de Tony Randel : Laura Forrest
- 1997 : The Ex de Mark L. Lester : Molly Kenyon
- 1997 : Titanic de James Cameron : Lizzy Calvert
- 1998 : Tempête de feu (Firestorm) de Dean Semler : Jennifer

#### Télévision

##### Série télévisée
- 1984 : Deux Flics à Miami (Miami Vice) : Penny McGraw (saison 1, épisode 2)

##### Téléfilms
- 1997 : The Beneficiary de Marc Bienstock : Connie Roos
- 1997 : Last Stand at Saber River de Dick Lowry : Martha Cable
- 1997 : L'homme de minuit (Dead by Midnight) de Jim McBride : Lisa Larkin, Dr. Sarah Flint
- 1999 : Judgment Day de John Terlesky : Jeanine Tyrell

### Productrice

#### Cinéma
- 2010 : The Rounder Comes to Town (court métrage) de Adam Davis Beatty
- 2016 : Designing Change (court métrage) de Brandon Hickman
- 2018 : The Game Changers de Louie Psihoyos
- 2021 : Milked de Amy Taylor

#### Télévision

##### Téléfilm
- 2002 : Jackie Cochran: First Lady of Flight de Barbara Sharp